# Vengadores de los Grandes Lagos (cómic)
Los Vengadores de los Grandes Lagos (también conocidos como Lightning Rods, Los X-Men de los Grandes Lagos, Los Campeones de los Grandes Lagos y La Iniciativa de los Grandes Lagos) son un equipo de superhéroes ficticios que aparece en los cómics estadounidenses publicados por Marvel Comics. Los personajes fueron presentados en West Coast Avengers #46 (julio de 1989) y fueron creados por John Byrne.

## Historial de publicaciones
El equipo apareció por primera vez en West Coast Avengers vol. 2 #46y luego hizo apariciones en los números 48–49 y #64, y un cameo en Avengers West Coast Annual #6. El VGL también aparece en el número 309 de Avengers y en Avengers Annual de 1990. A esto le siguieron apariciones en los números 15–17 y 25 de Thunderbolts y en los números 10–11 y 61 de Deadpool.
En 2005, el VGL apareció en una miniserie homónima de cuatro números (escrita por Dan Slott) y en el one-shot, GLX-Mas Special. A esto le siguió en 2006 una aparición menor en I ♥ Marvel: Masked Intentions, The Thing vol. 2, 8 y Cable y Deadpool 30. En 2007, el equipo apareció en el one-shot Deadpool/GLI Summer Fun Spectacular. El equipo también hizo cameos en los números 19 y 25 de Avengers: The Initiative y una aparición menor en el número 3 de Age of Heroes. En 2011, el equipo apareció en el número 6 de Fear Itself: The Home Front.
Un nuevo volumen y una serie en curso del equipo debutaron en 2016 del escritor Zac Gorman (Rick & Morty) y el artista Will Robson (Star-Lord).Se publicaron siete números de esta serie antes de finalizar.Desde entonces, el equipo y su elenco asociado solo han tenido apariciones menores y cameos en otros cómics de Marvel.

## Nombre del equipo
El equipo ha cambiado de nombre en varias ocasiones. El Vengador Hawkeye primero protesta por el uso del nombre "Vengadores",y finalmente el VGL es enviado a una orden de cese y desista por la Fundación Maria Stark.El equipo se rebautiza como Lightning Rods en honor a sus compañeros superequipos, los Thunderbolts.Mientras trabaja para S.H.I.E.L.D., el Sr. Immortal sugiere un cambio de nombre a S.W.O.R.D.,aunque finalmente el nombre del equipo se cambia a X-Men de los Grandes Lagos cuando sus miembros se dan cuenta colectivamente de que todos son mutantes.
Después de otro cese y desistimiento, esta vez de Marvel Girl de los X-Men, el VGL se rebautiza como Campeones de los Grandes Lagos.Después de los eventos de Avengers: Civil War, el equipo operó como la Iniciativa de los Grandes Lagos en el estado de Wisconsin.Algún tiempo después, el equipo vuelve a llamarse Vengadores de los Grandes Lagos.

## Biografía ficticia del equipo

### GLA: Misassembled
Craig Hollis descubre que es inmortal después de que un grupo de ladrones le disparara y lo dieran por muerto, y decide luchar contra el crimen como el Sr. Immortal. El se da cuenta de que operar solo puede no ser factible. El coloca un anuncio de aventureros disfrazados en el periódico local y reúne a los Vengadores de los Grandes Lagos, reclutando a Dinah Soar, Gran Bertha, Flatman y Portero. Sr. Immortal rechaza a un candidato, Gene Lorrene, un fetichista del cuero que se hace llamar Leather Boy. Rechazado porque no tiene superpoderes y, por lo tanto, no es elegible, Lorrene se toma el rechazo como algo personal.
El equipo es visto por primera vez en público por los Vengadores Hawkeye y Mockingbird, quienes observan al grupo mientras frustran un intento de robo. Aunque molestos por la ingenuidad del equipo y el uso del nombre de los Vengadores sin permiso, Hawkeye y Mockingbird aceptan actuar como mentores del equipo.Los Vengadores de los Grandes Lagos ayudan a los Vengadores y a los Vengadores de la Costa Oeste de vez en cuando, y una vez los ayudan a luchar contra Terminus.Después de ayudar a los Thunderbolts contra el villano Gravitón,el VGL choca con el mercenario Deadpool.
Después de un período de inactividad, el equipo se entera de que los Vengadores de la Costa Oeste se han disuelto y que Hawkeye ha sido asesinado.Posteriormente, el equipo lucha contra Maelstrom que está construyendo un dispositivo apocalíptico. Durante este encuentro, Dinah Soar muere. Luego se reclutan los nuevos miembros Chica Ardilla (que tiene una ardilla Monkey Joe como mascota) y Saltamontes. Aunque Maelstrom es derrotado gracias al engaño de Sr. Immortal, Portero, Saltamontes y Monkey Joe mueren (el último de ellos asesinado por Gene Lorrene, que buscaba venganza contra el VGL). El Sr. Inmortal también muere varias veces, aunque siempre se recupera. Portero revive poco después de su muerte y descubre que está conectado a la Dimensión de la Fuerza Oscura, y el Sr. Inmortal descubre que, como inmortal, se le considera el Homo sapiens supremo. A pesar de derrotar a Maelstrom y salvar el universo, la victoria de los Vengadores de los Grandes Lagos pasa desapercibida. Después de recibir una citación de los Vengadores y descubrir que todos son mutantes, el equipo decide cambiar el nombre de X-Men de los Grandes Lagos.

### Crossovers
Chica Ardilla adquiere una nueva pareja, una ardilla hembra llamada Tippy-Toe; Saltamontes II muere después de juzgar mal las capacidades de salto de su armadura y Portero se convierte en un "ángel de la muerte" encargado de transportar las almas de los muertos al más allá.Después de que Flatman gana un torneo de póquer de superhéroes y Marvel Girl exige que eliminen el nombre de "X-Men", el equipo asume el nombre de Campeones de los Grandes Lagos.
Con el comienzo de la historia de la Guerra Civil, el GLC decide cumplir con la Ley de Registro de Superhumanos, de hecho esperando en fila para registrarse el día en que se anuncia la Ley. El equipo pasa a llamarse Iniciativa de los Grandes Lagos y es oficialmente sancionado por la Iniciativa de los Cincuenta Estados como el equipo del estado de Wisconsin.
El equipo y Deadpool impiden que A.I.M. utilice un "rayo de embriaguez" que induce la embriaguez en los superhéroes. A Deadpool se le concede una membresía de reserva en el equipo, pero es desalojado por la fuerza de la sede de GLI después de resultar demasiado molesto.
El equipo también aparece durante la historia de Secret Invasion enfrentándose a un Skrull disfrazado de Saltamontes, con la ayuda de Gravedad y Catwalk.Cuando Norman Osborn asume el control de la Iniciativa, transfiere a Gravedad a un papel de liderazgo en el GLI, para consternación del superhéroe.
Después de una pelea con Fin Fang Foom, Chica Ardilla elige dejar el equipo y regresar a Nueva York,porque siente que los otros miembros del equipo (que simplemente se quedaron en su cuartel general, jugando a las cartas, durante la pelea) han venido a dependen demasiado de ella y que su presencia continua les impedirá alcanzar su máximo potencial como héroes y como equipo.
Durante la historia de Fear Itself, el equipo volvió al nombre Vengadores de los Grandes Lagos, donde se encuentran con Hombre Asbestos, que se había estado aprovechando del miedo y el caos que está sucediendo. Después de permanecer junto a él durante horas, el Sr. Inmortal lo convence de que se rinda a cambio de ser recordado por los demás.

### All-New, All Different
Se revela que el equipo se disolvió y tomó caminos separados. Flatman recibe la visita de Connie Ferrari, una abogada que representa a los verdaderos Vengadores, quien le informa que el VGL ha sido restablecido como una incorporación permanente a los Vengadores. Flatman se reúne con Gran Bertha y Portero, aunque el Sr. Inmortal no aparece y Chica Ardilla aparentemente ignora la llamada de Flatman. El equipo se traslada a una nueva sede, una fábrica propiedad de Tony Stark en Detroit, Michigan. El equipo visita un bar local, donde estalla una pelea después de que el propietario, Nain Rogue, insulta al equipo. Al ser arrestado después de una pelea, Portero escapa, dejando a Flatman y Bertha a cargo de una joven llamada Goodness Silva, que puede transformarse en un hombre lobo, que estaba atacando a los policías dentro de la estación. Ferrari consigue que el equipo sea liberado tras las acusaciones del concejal Dick Snerd, que en realidad es Nain Rouge. También ayuda al equipo a reclutar a Goodness Silva, quien toma el nombre de Good Boy. Después de que Snerd cierra el equipo, Sr. Immortal regresa y sale a patrullar con Flatman, mientras Bertha, Portero y Good Boy van al bar de Nain Rogue para encontrar pistas. En el bar, Bertha y Good Boy encuentran a Snerd borracho y descubren su identidad secreta. Portero es llevado a la Dimensión Fuerza Oscura donde Oblivion cuestiona enojado su ausencia, mientras Sr. Immortal y Flatman resuelven sus problemas. Bertha y Good Boy toman como rehén a Nain Rogue, donde él revela parte de su historia de fondo. Mientras Immortal, Bertha y Flatman atienden a un Ferrari visitante, Good Boy casi mata a Nain por un insulto. Después de que Ferrari le dice al equipo que se mantenga discreto durante un par de días, Bertha va a un trabajo de modelaje para un producto para bajar de peso creado por el Dr. Nod: una trampa preparada para obtener una muestra de su ADN mutante y usarlo para mejorar su producto. con los poderes de Bertha. Mientras tanto, el hermano de Good Boy, Lucky, la visita en la sede de VGL y le dice que deben abandonar la ciudad debido a lo que le hizo a Nain Rogue. Bertha se defiende contra el Dr. Nod y su escuadrón, pero el Dr. Nod ingiere gran parte de los suplementos, convirtiéndose en un enorme monstruo y la hiere. Bertha envía un mensaje de texto al resto del equipo, incluido Good Boy, y ella misma toma algunos de los suplementos para luchar contra el Dr. Nod. Durante la batalla, el Dr. Nod toma más suplementos y se vuelve mucho más grande y monstruoso. Por sugerencia del Sr. Immortal, Doorman y el Sr. Immortal ingresan al cuerpo del Dr. Nod, donde el Sr. Immortal lo mata golpeándole el corazón. Después de su victoria, el equipo recibe la visita de Deadpool de la División de Unidad de los Vengadores en su sede, quien les dice que han sido despedidos y que ya no pueden usar el nombre de los Vengadores, ya que su reclamo legal no se sostuvo en los tribunales. Si bien afirma que a la gente simplemente "no les agradaban", los consuela proclamando que podrían intentar volver a ser el centro de atención dentro de unos años.

## Miembros

### Fundadores
| Personaje    | Nombre real     | Unido                                       | Notas                                                                       |
| ------------ | --------------- | ------------------------------------------- | --------------------------------------------------------------------------- |
| Sr. Immortal | Craig Hollis    | West Coast Avengers #46 (vol. 2, Jul. 1989) | Líder actual del equipo.                                                    |
| Dinah Soar   | Dinah Soar      | West Coast Avengers #46 (vol. 2, Jul. 1989) | Asesinada por Maelstrom en GLA #1.                                          |
| Gran Bertha  | Ashley Crawford | West Coast Avengers #46 (vol. 2, Jul. 1989) | Activa en el GLA.                                                           |
| Flatman      | Dr. Val Ventura | West Coast Avengers #46 (vol. 2, Jul. 1989) | Activo en el GLA.                                                           |
| Portero      | DeMarr Davis    | West Coast Avengers #46 (vol. 2, Jul. 1989) | Antiguo avatar de Deathurge y actual heraldo de Oblivion. Activo en el GLA. |

### Entrenadores
Ayudó al equipo entrenándolos, pero no está claro si se unieron.
| Personaje   | Nombre real            | Unido                                | Notas                                 |
| ----------- | ---------------------- | ------------------------------------ | ------------------------------------- |
| Hawkeye     | Clinton Francis Barton | West Coast Avengers #46 (Julio 1989) | Actualmente líder de Occupy Avengers. |
| Mockingbird | Bobbi Morse-Barton     | West Coast Avengers #46 (Julio 1989) | Actualmente miembro de S.H.I.EL.D.    |

### Reclutas
| Personaje     | Nombre real    | Unido                                                    | Notas |
| ------------- | -------------- | -------------------------------------------------------- | --- |
| Chica Ardilla | Doreen Green   | GLA #2 (Julio 2005)                                      | Dejó el equipo porque sentía que dependían demasiado de ella, lo que les impedía alcanzar su propio potencial.      |
| Monkey Joe    | Monkey Joe     | GLA #2 (Julio 2005)                                      | Se unió al equipo junto con Chica Ardilla, pero es asesinado por Leather Boy en un ataque de celos.                 |
| Saltamontes   | Doug Taggert   | GLA #2 (Julio 2005)                                      | Asesinado poco después de unirse.                                                                                   |
| Tippy-Toe     | Tippy Toe      | GLA #4                                                   | La actual compañera ardilla de Chica Ardilla. Dejó el equipo con Chica Ardilla.                                     |
| Saltamontes   | Neil Shelton   | GLX-Mas Special                                          | Se desconoce si tenía alguna relación con el GLA. Murió cuando accidentalmente se impulsó al espacio.               |
| Deadpool      | Wade Wilson    | Deadpool-GLI Summer Fun Spectacular #1 (Septiembre 2007) | Se le dio membresía de reserva en el equipo hasta que fue echado por Chica Ardilla.                                 |
| Saltamontes   | Desconocido    | Deadpool-GLI Summer Fun Spectacular #1 (Septiembre 2007) | Asesinado por Deadpool.                                                                                             |
| Gravedad      | Gregory Willis | Avengers: The Initiative #25 (Agosto 2009)               | Se fue poco después, nunca visto en acción con el equipo.                                                           |
| Good Boy      | Goodness Silva | The Great Lakes Avengers Vol. 2 #1                       | La incorporaron como miembro simplemente para no ser procesada por las autoridades. Aparentemente activo en el GLA. |
| Saltamontes   | Desconocido    | Fantastic Four Vol. 6 #43                                | Primer Saltamontes en sobrevivir a una batalla con el equipo. (No ha aparecido desde entonces).                     |

## Falsos miembros
| Personaje   | Nombre real  | Unido                                     | Notas                                                                                   |
| ----------- | ------------ | ----------------------------------------- | --------------------------------------------------------------------------------------- |
| Leather Boy | Gene Lorrene | GLA #1 (Junio 2005)                       | Se aplicó en el momento de la fundación pero se considera no elegible para ser miembro. |
| Saltamontes | Desconocido  | Avengers: Initiative #19 (Diciembre 2008) | Se reveló como un infiltrado Skrull y fue asesinado.                                    |

## Otras versiones

### JLA/Avengers
El VGL apareció en el clímax de la miniserie JLA/Avengers, donde ayudaron en la derrota de Krona.

## En otros medios

### Televisión
- Una serie de comedia televisiva de acción en vivo de media hora protagonizada por un equipo basado en una fusión de los Vengadores de los Grandes Lagos y los Nuevos Guerreros, que lleva  el nombre de estos últimos, estaba en desarrollo por Marvel Television y ABC Studios, como parte del Universo cinematográfico de Marvel. En julio de 2017, se anunció oficialmente que el elenco de New Warriors sería  Milana Vayntrub como Doreen Green / Squirrel Girl, Derek Theler como Craig Hollis / Mister Immortal, Jeremy Tardy como Dwayne Taylor / Night Thrasher, Calum Worthy como Robbie Baldwin / Speedball, Matthew Moy como Zach Smith / Microbe, Kate Comer como Deborah Fields / Debrii, y Keith David como Ernest Vigman.[27][28]El programa recibió un pedido directo a serie con diez episodios para debutar en Freeform en 2018, coproducido por ABC Signature,[29]y se produjo un episodio piloto. Sin embargo, el 1 de noviembre de 2017, se anunció que la serie ya no se transmitiría en Freeform[30]y después de una búsqueda infructuosa de otros socios de la red, la serie se consideró muerta.
  - Craig Hollis / Mr Immortal eventualmente haría su debut en vivo en She-Hulk: Attorney at Law (2022), interpretado por David Pasquesi.

### Álbumes
- La banda Kirby Krackle lanzó una canción titulada "Great Lakes Avengers" en su álbum E For Everyone en 2010.[31]

## Recepción
En agosto de 2009, Time incluyó a los Vengadores de los Grandes Lagos entre los "10 personajes más extraños de Marvel".

## Ediciones recopiladas
| Título                                                  | Material recolectado | Fecha de publicación | ISBN           |
| ------------------------------------------------------- | --- | -------------------- | -------------- |
| G.L.A.: Misassembled                                    | G.L.A. #1-4, West Coast Avengers #46, material from Marvel Super-Heroes #8 | Diciembre 2005       | 978-0785116219 |
| The Unbeatable Squirrel Girl & the Great Lakes Avengers | G.L.A. #1-4, GLX-Mas Special, Thing (vol. 2) #8, Cable & Deadpool #30, Deadpool/GLI Summer Fun Spectacular; material from Marvel Super-Heroes #8, I Hear Marvel: Masked Intentions, Age of Heroes #3, I am An Avenger #1 | Agosto 2016          | 978-1302900663 |
| Great Lakes Avengers: Same Old, Same Old                | Great Lakes Avengers #1-7 | Mayo 2017            | 978-1302906214 |